# استان حوز
استان حوز (به فرانسوی: Al Haouz Province) یک استان در مراکش است که در منطقه مراکش آسفی واقع شده‌است.

## خصوصیات
اقلیم الحوز ۴۸۴٬۳۱۲ نفر جمعیت دارد.